# Batalla de Lugo
La batalla de Lugo de 1809 va ser episodi de la guerra del francès.

## Antecedents

Campanyes franceses

Després de la desastrosa Convenció de Sintra, en la qual es va permetre la repatriació de les tropes franceses derrotades en la batalla de Vimeiro, els comandants de l'exèrcit britànic (inclòs Arthur Wellesley, futur Duc de Wellington) van ser cridats a la seva pàtria per enfrontar-se a una recerca. D'aquesta forma, les tropes expedicionàries britàniques a Espanya i Portugal van ser deixades al comandament de John Moore, un militar conegut per la seva reforma en les tàctiques de la infanteria lleugera.
Napoleó en persona dirigeix un exèrcit a Espanya, i els francesos van entrar a Madrid el 4 de desembre, Napoleó va seguir perseguint John Moore fins Astorga l'1 de gener i va ordenar a Soult que continués la persecució de Moore, que es va veure obligat a evacuar la península al port de la Corunya i evacuar la península, no sense abans atacar Soult, enviant la cavalleria de Henry William Paget de reconeixement per davant de la infanteria, derrotant-lo a la batalla de Sahagún. La retirada realitzada durant un sever hivern, va ser un complet desastre. Les marxes esgotadores, el temps gèlid i les freqüents escaramusses amb l'avantguarda de les tropes franceses van provocar una caiguda en l'alcoholisme de nombroses tropes, i el seu consegüent abandó davant l'avanç francès.
La falta de comunicació entre els aliats va contribuir al desastre global. El rol de l'exèrcit britànic sota les ordres de Moore era donar suport als exèrcits espanyols en la seva lluita amb Napoleó, però quan Moore va arribar a Salamanca, no era conscient que Napoleó ja havia derrotat els espanyols. Després d'aquests fets, molts esforços van ser duts a terme per centralitzar el comandament i la comunicació, la majoria de les vegades sota el comandament de comandants britànics, com Wellesley i Beresford.
Moore va arribar a Lugo el 6 de gener i va decidir descansar uns dies mentre decidia a quin port havia de dirigir-se entre Vigo, la Corunya i Ferrol. Durant la retirada, l'exèrcit s'havia dispersat i la disciplina havia començat a descompondre's. En decidir-se per la Corunya l'avantguarda, que anava cap a Vigo havia de canviar de direcció i anar cap a Lugo, però les ordres de Moore no els van arribar a temps, i una divisió va passar la major part del 5 de gener anant i tornant per les muntanyes per arribar finalment a Lugo.
Els britànics disposaven a Lugo de 19.000 homes, incloent 1.800 de la brigada de James Leith i un gran nombre de tropes escampades que es van reunir amb les seves unitats quan van saber que era probable que una batalla, i una posició forta a Lugo protegits pel Miño a la dreta, turons inaccessibles a l'esquerra i una línia de parets baixes de pedra al front.

## Batalla
El mariscal Soult va arribar a Lugo el 6 de gener, però el seu exèrcit s'havia escampat durant la llarga marxa per les muntanyes i dels 20.000 infants i 6.000 genets només disposava de 12.000 homes mentre arribava la divisió d'Étienne Heudelet de Bierre. Soult no sabia si s'enfrontava a tot l'exèrcit de Moore, o bé a la rereguarda de Paget. El 7 de gener va realitzar una sèrie d'atacs de sondeig, començant per un bombardeig d'artilleria del centre britànic, que fou silenciat pel foc de quinze canons britànics, bastants més dels que Paget havia desplegat en els combats de Cacabelos i Constantino. A continuació, va llançar un atac contra la dreta britànica, que va ser vist per la Brigada de Guàrdies. Els combats més seriosos es van produir a l'esquerra, on el 2n regiment d'infanteria lleugera i el 36è regiment d'infanteria de línia de la divisió de Merle van llançar un atac que va ser rebutjat per la brigada de Leith.

## Conseqüències
El 8 de gener, el mariscal Soult va decidir esperar a que arribessin reforços, perquè hi havia un segon exèrcit francès sota el mariscal Ney a prop, i a mitjanit del 8 al 9 de gener, els britànics van reprendre la retirada a la Corunya, on va arribar el mentre la rereguarda de Paget va mantenir la seva disciplina fins a la costa. La batalla que tants homes de Moore volien finalment va tenir a la Corunya, el 16 de gener de 1809.
El rearmament austríac que acabaria amb la guerra de la Cinquena Coalició provocà que Napoleó marxés de Valladolid el 17 de gener, arribant a París el 23 de gener i va ordenar al mariscal Soult que envaís Portugal des del nord però l'hivern va fer impracticable el Miño, travessant la forntera al mar´
 i prenent Porto. Els britànics van tornar a Portugal l'abril amb tropes de refresc, nous aprovisionaments i un nou comandant, Sir Arthur Wellesley, futur Duc de Wellington i que, anys més tard, derrotaria definitivament a Napoleó en la batalla de Waterloo.